# (48639) 1995 TL8
(48639) 1995 TL₈ és un objecte trans-Neptunià binari del disc dispers, de les regions més exteriors del Sistema Solar. Va ser descobert per Arianna Gleason el 1995 i fa aproximadament 176 quilòmetres de diàmetre. El 9 de novembre de 2002 se'n va descobrir una lluna de 80 quilòmetres de diàmetre, designada provisionalment S/2002 (48639) 1.

## Descobriment
El 1995 TL₈ va ser descobert el 15 d'octubre de 1995 per l'astrònoma nord-americana Arianna Gleason a l'Observatori Nacional Kitt Peak com a part del projecte Spacewatch de la Universitat d'Arizona.
Va ser el primer dels cossos classificats actualment com a objecte de disc dispers (SDO, sigles de l'anglès scattered-disc object) que es va trobar, precedint el descobriment de (15874) 1996 TL66 en gairebé un any.

## Satèl·lit
Denise C. Stephens i Keith S. Noll van descobrir el 9 de novembre de 2002, a partir de les observacions fetes amb el Telescopi Espacial Hubble, que 1995 TL₈ tenia companyia. El descobriment es va anunciar el 5 d'octubre de 2005.
El satèl·lit S/2002 (48639) 1 és relativament gran, amb una massa probable d'aproximadament el 10% de la del cos primari. La seva òrbita no s'ha determinat, però es trobava a una separació de només 420 quilòmetres (260 milles) de la primària en el moment del descobriment, amb un possible període orbital d'aproximadament mig dia i un diàmetre estimat de 161 quilòmetres.

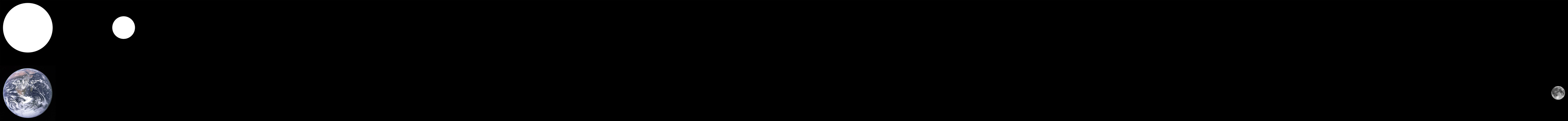
Comparació de les mides relatives i de les distàncies existents entre la Terra i la Lluna i (48639) 1995 TL₈ i el seu satèl·lit.

## Objecte separat
El 1995 TL₈ està classificat com a objecte separat pel Deep Ecliptic Survey, ja que la seva òrbita sembla estar més enllà de les interaccions gravitacionals importants amb el desplaçament actual de Neptú. Tanmateix, si Neptú hagués migrat cap a l'exterior, hauria passat en un període en què hauria tingut una excentricitat més elevada.
Les simulacions dutes a terme el 2007 demostren que 1995 TL₈ sembla tenir menys d'un 1% de possibilitat d'estar en una ressonància 3: 7 amb Neptú, però circula prop d'aquesta ressonància.